# 櫻花 (森山直太朗)
《櫻花》，是日本男性創作歌手森山直太朗的第2張單曲和代表作。2003年3月5日發行。也常標記為「櫻花 (獨唱)」。

## 簡介
《櫻花》一曲原本是收錄在2002年森山的迷你專輯，當時是樂團演奏版本。2003年初，這首歌被MBS·TBS的電視節目《世界URURUN滯在記》使用作為片尾曲，獲得了單獨發行單曲的機會。
由於之前的迷你專輯銷量不大理想，單曲CD一開始的出貨量也僅準備了1,200張。發行首週也只是排行第80位。但是森山以全國巡迴走唱的方式宣傳自己的音樂，加上正值櫻花綻放和學校畢業的時節，這首動人的歌曲觸動了大眾的情緒，在畢業禮和歡送會大放異彩。終於在發行第9週躍上Oricon單曲週榜冠軍，並蟬聯三週。
2003年年度銷量高達78.9萬張，是當年日本單曲銷量第4位。2004年1月銷量突破100萬張，最終銷量106.3萬張，出貨量120萬以上，是初回出貨量的1000倍，獲得日本唱片協會的百萬銷量認證。是2003年之後至今日本僅有的幾首百萬單曲之一，直到2005年底，才有另一首百萬單曲（修二與彰《青春Amigo》）誕生。

## 收錄曲目
1. 櫻花 (獨唱)
MBS、TBS系《世界URURUN滯在記》片尾曲
2. 櫻花 (合唱)
合唱團是宮城縣第三女子高等學校的音樂部
3. 櫻花 (伴奏)
4. 信

全曲 作詞：森山直太朗、御徒町凧；作曲：森山直太朗；編曲：